# الشفلحية (الدوادمي)
الشفلحية(الشريميه سابقاً)، هي قرية من فئة (ب) تقع في محافظة الدوادمي، والتابعة لمنطقة الرياض في السعودية. وتبعد الشفلحية عن محافظة الدوادمي بمسافة تقارب () كم.

## سبب التسمية
سميت القرية باسم الشفلحية نسبة الي الشفلح الذي ينبت ويوجد بكثرة فيها.

## تاريخها
يعود تاريخها لعام 1346هـ حيث كان أول من اتخذ من الشفلحية هجرة للإخوان هو قعدان بن درويش شيخ قبيلة مطير من بني عبد الله بعد اذن من الملك عبدالعزيز بن عبدالرحمن آل سعود.